# Peter Gustavsson
Peter Carl-Gustaf Gustavsson, född 30 mars 1958 i Bollebygd i Västergötland, död 3 september 2023 i Torslanda distrikt i Göteborgs kommun, var en svensk professionell ishockeyspelare.

## Karriär
Peter Gustavsson debuterade i Västra Frölunda IF 1978 då Arne Strömberg och Leif "Blixten" Henriksson tränade laget. Han blev en av Frölundas främsta spelare genom tiderna och spelade i tröja nummer 8 de fyra första åren. Vidare gjorde han 27 matcher i B-landslaget Vikingarna där han bland annat fick spela i för-OS i Lake Placid 1979/1980. Efter ett år i NHL där han spelade två matcher för Colorado Rockies säsongen 1981–82 och CHL, tillsammans med Christer Kellgren, återvände Gustavsson till Göteborg och Frölunda. Han spelade sedan resten av sin karriär med tröja nummer 26.  
Under sina 12 säsonger var Peter Gustavsson med om SM-finalen 1980 likväl som att hans lag Frölunda åkte ur Elitserien i ishockey 1983/1984. Han var dock fortsatt trogen Göteborgslaget med division 1-spel  under fem säsonger trots anbud från flera håll. Efter att säsongen 1988/1989 ha varit med att ta upp laget till Elitserien 1989 och spelat ett år i elitserien beslöt Gustavsson att varva ner.
Gustavsson var Frölundas bäste poängplockare säsongerna 1981/1982, 1982/1983 och 1984/1985. Hans matchfacit i Frölunda var 414 matcher, 157 mål, 157 assist, 314 poäng och 145 utvisningsminuter.

## Klubbar
- Härryda HC 1993/1994
- Västra Frölunda HC 1983–1990
- Fort Worth Texans, CHL, 1982
- Colorado Rockies, NHL, 1981
- Västra Frölunda IF 1971–1980
- HK Kometerna (moderklubb)